# Ashton Gate Stadium
Ashton Gate Stadium es un estadio situado en Ashton Gate (Bristol, Inglaterra), y es el campo del Bristol City F.C. y del Bristol Bears. Situado en el suroeste de la ciudad, justo al sur del río Avon, actualmente tiene una capacidad total para 27 000 espectadores.
Ashton Gate fue el estadio del Bedminster F.C., hasta su fusión de 1900 con el Bristol South End, que hasta entonces había jugado en St John's Lane. El nuevo club fusionado jugó en St John's Lane hasta el final de la temporada 1903-04, cuando se trasladaron a Ashton Gate.
El terreno también ha desempeñado un papel importante en la historia del rugby de la ciudad. El Bristol Rugby jugó allí en varias ocasiones desde la década de 1920. Una de esas ocasiones fue el 27 de diciembre de 2006, cuando derrotaron a sus rivales locales del Bath Rugby por 16 tantos a 6, mientras se agotaban las entradas del estadio, con un récord absoluto de público de la Premiership en las afueras de Twickenham. También se han jugado aquí varios encuentros internacionales de rugby, comenzando con un partido de Inglaterra contra el País de Gales en 1899. un siglo después, los All Blacks se enfrentaron a Tonga en un partido de grupo de la Copa Mundial de Rugby. A partir de la temporada 2014-2015, el Bristol Rugby se trasladó permanentemente a Ashton Gate.
Ha sido anfitrión de dos amistosos internacionales sub-21 de Inglaterra. El primero fue contra los sub-21 de Rumanía el 21 de agosto de 2007. Terminó con un empate  1 - 1. Matt Derbyshire había dado inicialmente a los anfitriones la ventaja en el minuto octavo, pero el gol en propia puerta de Joe Hart en el minuto 25 le dio a los visitantes un empate, mientras que en el minuto setenta y dos Cristian Scutru fue expulsado por una segunda infracción amonestable. Asistieron 18 640 personas. El otro encuentro fue contra los sub-21 de Uzbekistán el 10 de agosto de 2010. Los anfitriones vencieron a los visitantes 2 a 0 con Danny Rose marcando en el minuto 64 y Martin Kelly anotando en el minuto 78. Hubo 9821 asistentes. También acogió la final del play-off de la Liga Nacional de 2021 después de que fuera trasladado del estadio de Wembley para evitar enfrentamientos con los partidos de la Eurocopa 2020.
- Datos: Q726370
- Multimedia: Ashton Gate stadium / Q726370